# Notiocharis kalabakensis
Notiocharis kalabakensis är en tvåvingeart som beskrevs av Quate 1962. Notiocharis kalabakensis ingår i släktet Notiocharis och familjen fjärilsmyggor. Inga underarter finns listade i Catalogue of Life.